# Dogs of War
«Dogs of War» es el tercer sencillo de la banda de hardcore punk The Exploited grabado y publicado en el año 1981, el sencillo esta en formato de vinilo 7" un formato muy usado en los inicios de la banda.
El sencillo tiene 2 temas en cada lado, el primero «Dogs of War» es como en muchos de sus tema como Army Life, Troops of Tomorrow entre otros critica al ejército británico teniendo siempre como base la experiencia militar del vocalista Wattie Buchan (esta vez critica la violencia del ejército) y el segundo «Blown To Bits» que fue incluido en el álbum Punk's Not Dead al igual que «Dogs of War».

## Canciones

### Lado A
- «Dogs Of War»

### Lado B
- «Blown To Bits»

## Formación
- Wattie Buchan - voz
- Big John Duncan - guitarra
- Gary McCormack - bajo
- Dru Stix - batería